# Ballotpedia
Ballotpedia es una enciclopedia política estadounidense sin fines de lucro y no partidista. Cubre la política federal, estatal y local en los Estados Unidos de América, incluidas las elecciones y las políticas públicas. El sitio web fue fundado en 2007 por la Fundación Ciudadanos a Cargo (inglés: Citizens in Charge Foundation). Ballotpedia está patrocinado hoy por el Instituto Lucy Burns, una organización 501(c)(3) sin fines de lucro con sede en Middleton, Wisconsin.